# Teis Bayer
Teis Frederik Bayer, född den 2 november 1959, är en dansk skådespelare. Bayer utbildades på Skuespillerskolen på Odense Teater under 1990.

## Filmografi
- Nattens engel (1998)
- Til højre ved den gule hund (2003)
- Dig og Mig (2008)

### Tv-serier
- Nissebanden (1984)
- Hotellet (2000-2002)
- Nikolaj och Julie (2002-2003)